# Vera Solymosi-Thurzó

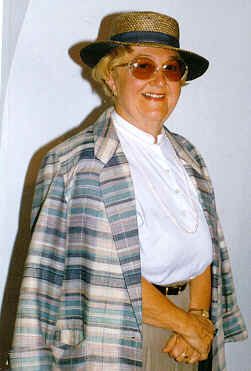
Vera Solymosi-Thurzo

Vera Solymosi-Thurzó (Aussprache: ʃojmoʃi-tuɾzo:, * 21. Februar 1925 in Budapest; † 2. Juni 2016 in Rum, Komitat Vas, Ungarn) war eine deutsch-ungarische Künstlerin, akademische Malerin und Grafikerin. Ihre fast 200 Gemälde wurden in zahlreichen Ausstellungen in Deutschland, USA und Ungarn gezeigt.

## Werdegang
Nach ihrem Abitur studierte sie Malerei und Lehramt an der Hochschule der bildenden Künste Budapest (1945–1948), Kunstgeschichte an der Universität München (1957) sowie Malerei und Graphik an der Akademie der bildenden Künste München (1957–1960).
Bis 1956 lebte sie in Budapest, anschließend in München; zwischen 1961 und 1962 hat sie einen Studienaufenthalt in den USA durchgeführt. 1989 ist sie nach Berlin umgezogen, wo sie drei Jahre tätig und im Spandauer Kunstverein aktiv war. 1992 hat sie ein Atelier im ungarischen Rum bezogen, wo sie bis zu ihrem Tod zahlreiche weitere Gemälde schuf.

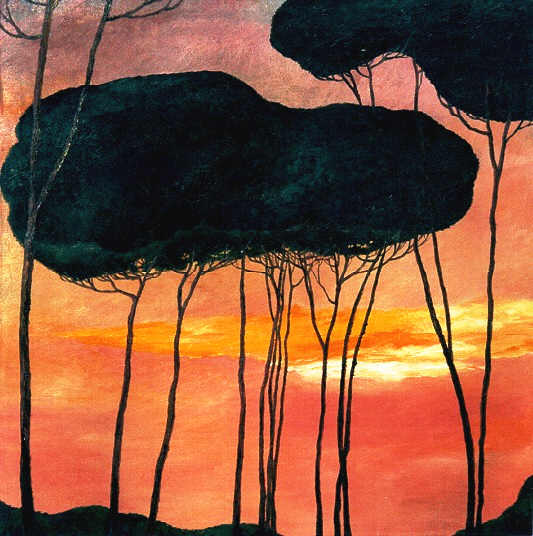
O. Respighi: Pini di Roma, 1974, Öl, 98 × 98 cm

## Werke
- Fast 200 Gemälde (Öl auf Leinwand, Aquarell, Tempera, Gouache und Mischtechnik)
- Über 5000 Illustrationen in über 200 Bänden von Verlagen in München und New York
- Glückwunschkarten und Etiketten von Verlagen in München, London, Paris, New York

Ihre Besonderheit sind musikalisch inspirierte Gemälde: Sie werden mit einem Kopfhörer ausgestellt; die Werke von Carl Orff, Johann Sebastian Bach, Tomaso Albinoni, Edvard Grieg usw. können bei der Betrachtung der Bilder angehört werden.

## Ausstellungen (Auswahl)
| 1960                   | Städtische Galerie Rubinstein, München                 |
| 1961, 1966, 1968, 1969 | Continental Art Gallery, New York                      |
| 1962                   | International Art Exhibition, Bridgeport (Connecticut) |
| 1969                   | Continental Fine Art Gallery, New York                 |
| 1976                   | Augsburger Rathaus, Augsburg                           |
| 1977                   | Galeria el Muro, Caracas (Venezuela)                   |
| 1981                   | Rathaus, München                                       |
| 1985                   | Euro-Galerie, Riedt-Erlen (Schweiz)                    |
| 1986, 1989             | Museum Nordenham                                       |
| 1986                   | Raiffeisenbank, Reichersbeuern (Bayern)                |
| 1987–1998              | Kulturkreis, Indersdorf                                |
| 1989                   | Sparkassengalerie, Bad Tölz                            |
| 1989                   | Galerie an der Fuggerei, Augsburg                      |
| 1991–1994              | Freie Berliner Kunstausstellung, Messegelände, Berlin  |
| 1991                   | St. Nikolai-Kirche, Berlin-Spandau                     |
| 1991                   | Zitadelle Spandau, Berlin-Spandau                      |
| 1991                   | Heimatmuseum, Bad Tölz                                 |
| 1993                   | Kafka-Margit-Gymnasium, Budapest                       |
| 1994                   | Budapest                                               |
| 1998                   | Schloss Nádasdy, Sárvár                                |
| 1998                   | Kulturhaus, Rum (Ungarn)                               |
| 1999                   | Musik-Agapé, Hotel Marriott, Budapest                  |
| 2000                   | Gemäldegalerie, Szombathely                            |
| 2000–2001              | Städtischer Ausstellungsraum, Körmend                  |
| 2001                   | Petőfi-Sándor-Kulturhaus, Csepreg (Ungarn)             |
| 2002, 2004, 2007       | Gemäldegalerie, Szombathely                            |
| 2005                   | Kulturhaus Ikervár (Ungarn)                            |
| 2005                   | Savaria Museum, Szombathely                            |
| 2006                   | Galerie des Veranstaltungshauses, Szombathely          |
| 2006                   | Galerie des Sporthauses, Szombathely                   |
| 2006                   | Mosonmagyaróvár                                        |
| 2007                   | Nationaltheater, Győr                                  |
| 2007                   | Zwillingsturm, Kőszeg                                  |
| 2007                   | Savaria Museum, RegioArt Szombathely                   |